# Résolution spatiale des images matricielles
Ne doit pas être confondu avec Définition d'écran.
Pour les articles homonymes, voir résolution et PPCM.
La résolution spatiale est une mesure de la finesse des détails d'une image pour une dimension donnée. Une image matricielle est composée de pixels ; une image affichée est définie par une taille (en centimètre ou en pouce) ; le rapport de ces deux caractéristiques s'exprime en nombre de pixels par unité de longueur. Cette résolution spatiale, qui indique la « densité de pixels », est couramment simplement nommée « résolution »,.
Le pixel (sur écran) ne doit pas être confondu avec le point de trame (sur papier). En français, il est facile de confondre ou de faire l'amalgame entre « pixel par pouce » (ppp) et « points par pouce » (PPP) :
- la résolution d'une image numérique s'exprime en « ppi » (« pixels per inch ») ou en français « ppp » (« pixels par pouce ») ;
- la résolution d'impression d'une imprimante ou de capture d'un scanner s'exprime en « DPI » (« dots per inch ») ou en français « PPP » (« points par pouce »).

On parle souvent aussi abusivement de « résolution d'affichage » pour désigner la taille des images affichées sur les écrans d'ordinateur ou de téléviseur, alors qu'elle s'exprime en pixels et non en pixels par pouce. Afin d'éviter cette confusion, il est recommandé d'utiliser le terme unique de « définition » pour la quantité de pixels des images ou des écrans. Malgré cela, par anglicisme, le terme « résolution d'écran » reste utilisé par les fabricants et par les développeurs de logiciels comme Microsoft, Apple, nVidia ou ATI. Enfin, concernant les fichiers images, les métadonnées EXIF, TIFF ou JFIF ainsi que l'essentiel des systèmes d'exploitation et des logiciels professionnels, y compris Adobe ou Autodesk, préfèrent le terme de « dimension » d'image.

## Résolution maximale perceptible par l'œil humain
| Distance du support | Résolution maximale perceptible par un œil humain moyen, en points par pouce (dpi) |
| ------------------- | ---------------------------------------------------------------------------------- |
| 6,3 cm              | 1 200 dpi                                                                          |
| 12,7 cm             | 600 dpi                                                                            |
| 20 cm               | 380 dpi                                                                            |
| 25,3 cm             | 300 dpi                                                                            |
| 30 cm               | 253 dpi                                                                            |
| 50 cm               | 152 dpi                                                                            |
| 76 cm               | 100 dpi                                                                            |
| 1 m                 | 76 dpi                                                                             |
| 1,50 m              | 50 dpi                                                                             |
| 2 m                 | 38 dpi                                                                             |
| 3 m                 | 25 dpi                                                                             |
| 5 m                 | 15 dpi                                                                             |
| 10 m                | 7,6 dpi                                                                            |
| 20 m                | 3,8 dpi                                                                            |

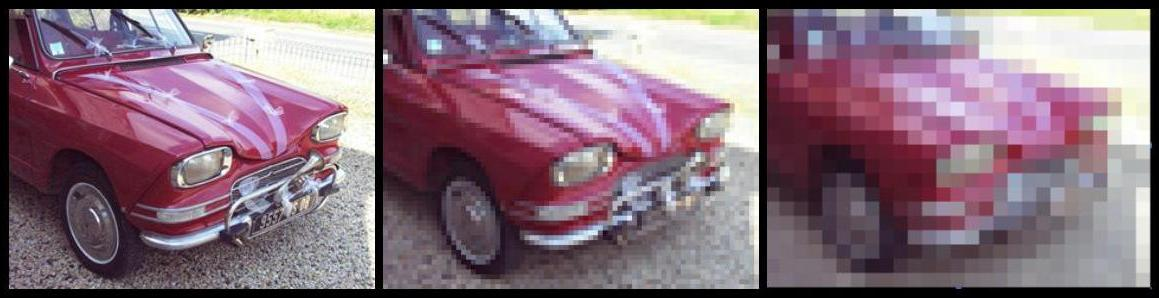
Une image sous trois résolutions différentes.

Résolutions successives d'un portrait

La résolution maximale perceptible est la résolution spatiale au-dessus de laquelle un œil humain moyen ne perçoit plus les détails d'une image. Pour une image à 1 mètre de distance d'un œil humain moyen, cette résolution est de 76 dpi. Ci-contre, le tableau donne la résolution maximale perceptible, en fonction de la distance entre l'œil et l'image.
À l'impression, les pixels affichés à l'écran sont décomposés en points d'encre pour former une trame. D'où la nécessité d'avoir plus de pixels sur la surface représentée. En général, on normalise la résolution d'une image à 300 pixels par pouce (ppp). L'œil ne permettant pas de voir la différence de qualité au-dessus de ces 300 ppp, les imprimeurs ont donc généralisé cette règle.
En réalité, la résolution spatiale doit être calculée en fonction de la qualité du périphérique de sortie. Sur papier, les « ppp » (pixels par pouce) de nos données numériques sont redessinés (ou transformés) par l'imprimante ou son logiciel à l'aide de points continus (de couleur unique). Le nombre de points continus que l'imprimante est capable de reproduire sur 1 pouce s'appelle « définition » et s'exprime en « PPP » (« points par pouce », « DPI » ou « dot per inch » en anglais). La définition de l'imprimante est généralement supérieure afin de reproduire les variations de nuances que peut contenir chaque pixel. Seule la résolution des fichiers est variable alors que la définition d'un périphérique est fixe. Cependant, pour augmenter sa vitesse de reproduction, le périphérique peut diminuer sa précision (sa qualité) en limitant le nombre de points à reproduire. Il en va de même pour les flasheuses vers plaque ou film.
Si le nombre de pixels par pouce de l'image est trop petit, l'imprimante restituera les escaliers formés par les contrastes entre les pixels d'une image. C'est ce qui arrive généralement avec l'impression d'écrans ou de documents qui contiennent des images constituées de trop peu de pixels.
Pour les appareils photo numériques, c'est le nombre total des pixels pris au moment de la capture qui sert d'indice de référence. Il suffit ensuite de connaître le format d'image (aspect ratio) pour calculer la largeur et la hauteur en pixels. La résolution n'a que peu d'importance car elle sera indiquée plus tard.

## Résolutions pour l'impression
Le choix de la résolution finale dépend du résultat voulu et des capacités du matériel utilisé. Si l'impression sur papier est l'objectif visé, une résolution de 200 pixels par pouce est suffisante pour une impression de type jet d'encre, 300 pour une impression offset pour des linéatures allant de 150 à 200 LPI (« Line Per Inch »). Connaître la linéature utilisée pour l'impression peut être utile pour connaître le nombre de pixels par pouce nécessaires à la fabrication d'un document.
Une résolution inférieure à 150 ppp est insuffisante pour imprimer correctement des visuels mais peut cependant être suffisante pour la presse quotidienne, les revues informatives, ou l'impression de très grands formats.
| À ppp | 1 000 pixels = en cm | 10 cm = en pixels |
| ----- | -------------------- | ----------------- |
| 800   | 3,18                 | 3 150             |
| 300   | 8,47                 | 1 181             |
| 200   | 12,7                 | 787               |
| 72    | 35,28                | 283               |

| À ppp | Format papier | Taille en pixels | Taille en mm | Poids du fichier en RVB non compressé |
| ----- | ------------- | ---------------- | ------------ | ------------------------------------- |
| 300   | A0            | 9 933 x 14 008   | 841 x 1 186  | 400 Mo                                |
| 300   | A1            | 7 003 x 9 933    | 594 x 841    | 200 Mo                                |
| 300   | A2            | 4 966 x 7 003    | 420 x 594    | 100 Mo                                |
| 300   | A3            | 3 502 x 4 966    | 297 x 420    | 50 Mo                                 |
| 300   | A4            | 2 483 x 3 502    | 210 x 297    | 25 Mo                                 |
| 300   | A5            | 1 751 x 2 483    | 148 x 210    | 12 Mo                                 |
| 300   | A6            | 1 241 x 1 751    | 105 x 148    | 6 Mo                                  |
| 300   | A7            | 874 x 1 241      | 74 x 105     | 3 Mo                                  |
| 300   | A8            | 614 x 874        | 52 x 74      | 1,5 Mo                                |

## Pixel par pouce
Il s'agit d'une unité de mesure utilisée pour la résolution d'une image numérique.
La valeur exprimée définit le nombre de pixels utilisé par unité de longueur (densité de pixels), pour une surface destinée à être typiquement affichée sur un terminal : écran, par exemple d'ordinateur, de tablette ou de smartphone, téléviseur.
| Résolution d'une imprimante (en ppp)                | 300                                                                                         | 600                                                                                         | 1 200                                                                                             |
| --------------------------------------------------- | ------------------------------------------------------------------------------------------- | ------------------------------------------------------------------------------------------- | ------------------------------------------------------------------------------------------------- |
| Nombre de pixels d'une surface S = x * y (S en cm2) | {\displaystyle \left({\tfrac {x}{2{,}54}}*300\right)*\left({\tfrac {y}{2{,}54}}*300\right)} | {\displaystyle \left({\tfrac {x}{2{,}54}}*600\right)*\left({\tfrac {y}{2{,}54}}*600\right)} | {\displaystyle \left({\tfrac {x}{2{,}54}}*1\;200\right)*\left({\tfrac {y}{2{,}54}}*1\;200\right)} |
| Nombre de pixels d'un format A4 (21,0 cm * 29,7 cm) | 2 480 * 3 508 = 8 699 840                                                                   | 4 961 * 7 016 = 34 806 376                                                                  | 9 921 * 14 031 = 139 201 551                                                                      |